# September 2001
September 2001 è il secondo singolo del gruppo musicale italiano Sun Eats Hours, estratto da Tour All Over. La canzone era già presente nell'album precedente, Will e sarà inclusa nelle raccolte Ten Years e 20 (pubblicata come The Sun).

## Descrizione
Il testo della canzone, ispirato agli attentati dell'11 settembre 2001, è più riflessivo rispetto ai lavori pubblicati fino ad allora e tale serietà si riversa anche sulla musica e sul videoclip.

## Tracce
Testi e musiche di Francesco Lorenzi.
1. September 2001 – 2:23

## Video musicale
Il video musicale, girato verso la fine del gennaio 2004 e pubblicato a febbraio. Ideato dai componenti della band e diretto da Stefano Bertelli, vede la partecipazione del Cristal Skating Team, gruppo di pattinaggio artistico di Vicenza. È entrato in rotazione su MTV (Superock e Night Zone), All Music e Rock TV (Heavy Rotation).
Nel gennaio 2005 il video è stato inserito nella compilation Blank TV World video DVD.

## Formazione
- Francesco Lorenzi – voce e chitarra
- Matteo "Lemma" Reghelin – basso e cori
- Riccardo "Trash" Rossi – batteria
- Andrea "The Huge" Barone – voce, cori